# Dương Tông Bảo
Dương Tông Bảo (chữ Hán: 楊宗保), thường được biết tới với cái tên Dương Tôn Bảo, là một nhân vật trong giai thoại Dương gia tướng thời Bắc Tống.

## Lịch sử có tồn tại?
Theo Tống sử ghi nhận lại thì đời thứ ba của Dương gia tướng có danh tướng Dương Văn Quảng là con trai thứ ba của Dương Diên Chiêu. Một tài liệu khác đương thời là Long Bình tập cũng chi ghi nhận Văn Quảng là con Diên Chiêu mà không ghi nhận tên Dương Tôn Bảo hoặc tên 2 người con trai còn lại của Diên Chiêu.
Tuy nhiên, trong 2 quyển thần phả sưu tầm được ở huyện Đại và Nguyên Bình đều có ghi nhận Dương Tôn Bảo là một trong 3 người con trai của Dương Diên Chiêu. Trên một bia đá tìm thấy được ở Tân An, có ghi chép chi tiết Dương Tôn Bảo là cháu nội gái (chứ không phải là cháu nội trai) của Dương Nghiệp.

## Giai thoại dân gian
Theo Dương gia tướng diễn nghĩa thì Dương Tôn Bảo là con trai của Dương Diên Chiêu và Sài Văn Ý, cháu nội của Dương Nghiệp và Xà Thái Hoa, vợ là Mộc Quế Anh cùng 2 người con là Dương Văn Quảng và Dương Kim Hoa (楊金花). Trong bộ phim Bích huyết thanh thiên, Dương Tông Bảo và cha Dương Diên Chiêu đã bị Bàng Thái sư dùng gian kế thâm độc khiến cho cả hai người bị quân lính Tây Hạ vây hãm và giết chết tại thành Khai Châu. Ông sau đó đã được hoàng đế Tống Nhân Tông truy phong là Hộ Quốc đại tướng quân kiêm Dũng Liệt hầu.